# Gluteus maximus

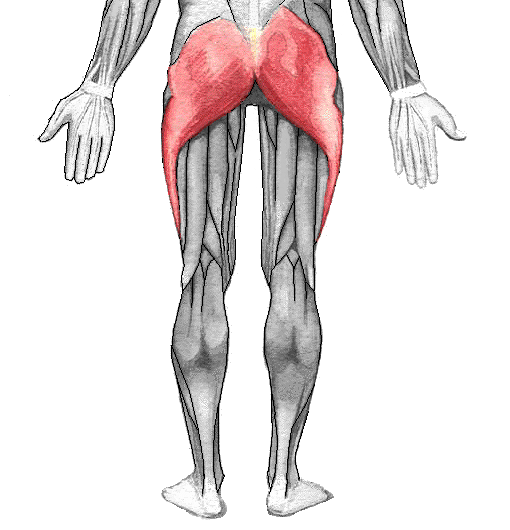
Gluteus maximus, det röda partiet

Gluteus maximus (egentligen musculus gluteus maximus), eller stora sätesmuskeln, är kroppens största enskilda muskelbuk och sitter i ryggslutet. Gluteus maximus övre infästning är i bäckenbenets baksida och den nedre i lårets baksida och utsida. Denna muskel tar hand om benets rörelse bakåt och sträcker höften. I det vardagliga livet så har denna muskel ett antal synergister, exempelvis hamstringmuskulaturen, sartorius, gluteus medius och gluteus minimus.

## Styrketräning
Övningar som knäböj, marklyft, utfallssteg och benpress tränar alla gluteus maximus.